# Markus Stolberg
Markus Stolberg (* 19. Mai 1953 in Innsbruck) ist ein österreichischer Schauspieler.

## Leben und Wirken
Stolberg absolvierte von September 1972 bis Juni 1973 das Max Reinhardt Seminar in Wien und die Ausbildung an der London Academy of Music and Dramatic Art. 2005 kam ein Lehrgang an der Filmhochschule Hamburg (Klasse Hark Bohm) hinzu. Schon vor seiner Schauspielschulzeit war er am Theater als Schauspieler tätig. Zwischen 1970 und 1980 spielte er am Residenztheater in München sowie am Stadttheater Bern unter anderem in den Goethe-Tragödien Faust und Egmont, aber auch in modernen Stücken wie Die See von Edward Bond. Darüber hinaus erhielt er in der Operette Im weißen Rößl die Nebenrolle des Piccolo. 1992 setzte er seine Theaterlaufbahn in Wien am Theater in der Josefstadt und am Volkstheater fort. In Hof, wo er für seine Rolle als Dichter in Schnitzlers Reigen mit dem Bayerischen Theaterpreis ausgezeichnet wurde, trat er auch in Shakespeares Sommernachtstraum auf. In den Jahren 1994 und 1995 war er an deutschen Theatern engagiert, von 1996 bis 1998 an österreichischen, vorwiegend am Theater Metropolis in Salzburg. Darauf folgten viele Jahre, in denen er in verschiedenen norddeutschen Häusern in verschiedenen Bühnenwerk-Gattungen eingesetzt wurde, mehrmals unterbrochen durch Engagements bei den Burgfestspielen Jagsthausen.
Seine Karriere im Bereich Film und Fernsehen begann 1978 mit einer Nebenrolle im Spielfilm Die erste Polka. Ab 1982 hatte er kontinuierlich Rollen in Filmen und TV-Produktionen inne. So spielte er 1987 im Lenins historische Zugfahrt von 1917 behandelnden zweiteiligen Fernsehfilm Der Zug an der Seite von Ben Kingsley. In Vorabendserien wie Der Landarzt, Forsthaus Falkenau, Lindenstraße, Rote Rosen, Großstadtrevier und der Kinderkrimiserie Die Pfefferkörner tritt er gelegentlich in Nebenrollen, oft als Bürgermeister, Richter oder Schuldirektor auf.
Stolberg ist außerdem als Hörspiel-, Hörbuch- und Synchronsprecher tätig. Auch hierbei ist er im Erwachsenensegment (z. B. Traumnovelle, Madame Bovary) wie dem für jüngere Menschen (z. B. Das kleine Gespenst, Geisterjäger John Sinclair, Der letzte Mohikaner) zu finden. Auf der Deutschland, dem durch die TV-Serie Das Traumschiff bekannt gewordenen Kreuzfahrtschiff, hielt er auf verschiedenen Strecken zu den jeweiligen Sehenswürdigkeiten passende literarische Lesungen ab. Auch sonst übernimmt er Sprecherrollen jeder Art, so beispielsweise für PC-Spiele oder Museums-Audioguides.
Der österreichische Staatsbürger und Vater von drei Söhnen lebt im Hamburger Stadtteil Bergedorf.

## Filmografie (Auswahl)
- 1978: Die erste Polka
- 1982: Die Mutprobe
- 1983: Die Matrosen von Kronstadt
- 1986: Die Reise
- 1987: Der Zug
- 1988: Zwei Frauen
- 1989: Die Strauss Dynastie
- 1990: Erfolg
- 1992: Forsthaus Falkenau
- 1993: Verkaufte Heimat – Das Komplott
- 1995: Löwenzahn – Peter und die Sonnenflecken
- 1999: Mein Bruder, der Idiot
- 2000: Lindenstraße
- 2001: Doppelter Einsatz
- 2001: Evelyn Hamanns Geschichten aus dem Leben
- 2001: Absolut das Leben
- 2001: Gefühle im Sturm
- 2002: Die Kinder vom Alstertal
- 2004: St. Angela
- 2007: Großstadtrevier
- 2008: Rote Rosen
- 2008: Glorie
- 2008: Die Pfefferkörner
- 2009: Rote Rosen
- 2012: Der Landarzt
- 2013: Universum History – Die Mätressen des Wiener Kongress
- 2014: Rote Rosen
- 2019: Tage des letzten Schnees
- 2024: Marianengraben
- 2025: SOKO Donau/SOKO Wien (Fernsehserie, Folge: Nix rennt ohne Geld)

## Preise
- 1992: Bayerischer Theaterpreis für Der Reigen am Theater Hof